# Cmentarz Wola Duchacka
Cmentarz Wola Duchacka – założony w 1922 roku jako cmentarz parafii Zmartwychwstania Pańskiego dla Łagiewnik i Woli Duchackiej, księży zmartwychwstańców, kierujących parafią.
Na cmentarzu znajdują się także groby żołnierzy poległych w 1939 roku oraz mogiła ofiar wybuchu bomby z dnia 19 stycznia 1945 r.
Godziny otwarcia:
- listopad, grudzień, styczeń, luty: 7.00–17.00
- marzec, kwiecień, wrzesień, październik: 7.00–18.00
- maj, czerwiec, lipiec, sierpień: 7.00–20.00